# PGC 37038
LEDA/PGC 37038 ist eine Spiralgalaxie vom Hubble-Typ Sm im Sternbild Großer Bär am Nordsternhimmel, die schätzungsweise 38 Millionen Lichtjahre von der Milchstraße entfernt ist. Sie ist Teil des Ursa-Major-Galaxienhaufens, bildet mit LEDA 213889 das Galaxienpaar Holm 298 und Mitglied der NGC 4051-Gruppe (LGG 269).
Im selben Himmelsareal befinden sich u. a. die Galaxien NGC 3782, NGC 3877, NGC 3938, NGC 4010.